# Rynek sztuki w Polsce
Rynek sztuki w Polsce – zespół relacji oraz mechanizmów umożliwiający zawarcie umowy sprzedaży dzieła sztuki między oferentami a potencjalnymi nabywcami.
Na rynku sztuki w Polsce w charakterze oferentów (pośredników) działają domy aukcyjne, galerie oraz antykwariaty.
Termin ten należy postrzegać w ścisłej relacji z trzema sferami: sferą twórczą, otoczeniem rynkowym i otoczeniem dalszym. Sfera twórcza łączy w sobie zagadnienia związane z artystami i twórczością artystyczną, takie jak szkoły artystyczne, status artysty, liczba artystów, dochody i podatki artystów czy ich społeczne zabezpieczenie. Otoczenie rynkowe w szerokim znaczeniu tworzą m.in. uwarunkowania prawno-ekonomiczne, import i eksport dzieł sztuki, muzea, targi sztuki, wystawy, kolekcje, doradztwo (z zakresu historii sztuki i art-bankingu). Otoczenie dalsze oznacza sytuację społeczno-gospodarczą w kraju i na świecie.
Ze względu na swoją specyfikę rynek sztuki uwikłany jest w zagadnienia związane z dziedzinami historii sztuki, ekonomii, prawa czy psychologii, procesami gospodarczymi (handel), usługami (np. art-banking czy art-consulting) czy zjawiskami kulturowo-społecznymi (kolekcjonerstwo). Według Alojzego Kucy rynek sztuki traktuje o specyficznej komunikacji między artystą i publicznością oraz miejscu artysty i jego dzieła w systemie prawno-ekonomicznym. Jednocześnie pozwala sproblematyzować jakiego rodzaju dobrem jest samo dzieło sztuki i jakim majątkiem dla państwa jest kultura.
Rynek sztuki w Polsce posiada wiele cech odmiennych od tych zachodnich, co wynika głównie z jego krótkiego okresu funkcjonowania oraz niewielkiej zamożności polskiego społeczeństwa w porównaniu do krajów Europy Zachodniej. Pod względem funkcjonujących na nim podmiotów oraz sprzedawanych przedmiotów, rynek sztuki w Polsce określić można jako rynek rodzimy. W Polsce brakuje zagranicznej klienteli, jak i zainteresowania zakupami sztuki światowej.

## Ogólna charakterystyka rynku sztuki
Rynek sztuki to jedna z form obiegu sztuki, czyli sposobów przechodzenia wytworów od artysty do odbiorcy. Na rynek sztuki składają się 3 podmioty – twórca, pośrednik i odbiorca, które razem tworzą wspólną całość. Rynek sztuki jest wynikiem swobodnego udziału (pod względem artystycznym, politycznym, prawnym, społecznym i ekonomicznym) wszystkich wymienionych podmiotów, a samo dzieło przyjmuje postać towaru wytwarzanego nie na konkretne zamówienie, lecz na tzw. skład, czyli czekając na potencjalnego klienta osobiście lub za pośrednictwem marszanda. Rynek sztuki jest dynamiczny i niestabilny. Jest ściśle związany z popytem i podażą, jednak prawo to nie działa tak jak na rynku innych dóbr, ponieważ funkcjonują tu inne czynniki, takie jak moda czy zmienne gusty. Na rynku sztuki za wzrostem popytu nie musi zwiększać się podaż.

### Rynek pierwotny a rynek wtórny
Najogólniejszy podział rynku sztuki dokonuje się poprzez rozróżnienie na rynek pierwotny i wtórny. Pojęcie rynku pierwotnego odnosi się jedynie do tych prac, które pojawiają się na nim po raz pierwszy. Funkcjonują one przede wszystkim w obiegu galeryjnym i pozostają na rynku pierwotnym, aż do momentu kolejnej sprzedaży (najczęściej odbywającej się już w domu aukcyjnym). Rynek wtórny oznacza sprzedaż prac poza emitentem, czyli w przypadku rynku sztuki funduszem promującym pracę artysty. Przeciwieństwem rynku wtórnego jest rynek pierwotny – to galerie dzieł sztuki, które wprowadzają artystę na rynek i dbają o rozwój kariery. Opiera się on na bezpośrednich relacjach. W Polsce rozwija się zarówno rynek wtórny, jak i pierwotny. W tym kontekście warto wskazać na znaczenie Aukcji Młodej Sztuki – zdaniem Wojciecha Szafrańskiego AMS powodują zacieranie różnic między pierwotnym a wtórnym rynkiem sztuki. Część dzieł sztuki sprzedawanych w ramach AMS reprezentuje niską jakość artystyczną przy jednoczesnym uzyskaniu wysokiej wartości rynkowej. Wysokie ceny mają być wynikiem odpowiedniego marketingu oraz wiary nabywców. Aukcje te mają zatem charakter bardziej inwestycyjny niż kolekcjonerski a wielu twórców prezentowanych na AMS nie doczekuje się reprezentowania przez galerie sztuki ze względu na niski poziom artystyczny ich prac.

## Rozwój polskiego rynku sztuki

### Ewolucja ram prawnych
Współcześnie wśród ekspertów istnieją głosy, iż nie jest możliwe całkowite odtworzenie wszystkich mechanizmów, które wpłynęły na obecny stan polskiego rynku sztuki. W dziejach XX-wiecznej Polski wyróżnić można natomiast istotne wydarzenia (głównie o podłożu prawnym), które miały znaczący wpływ na wykształcenie się obecnej, specyficznej struktury rynku sztuki.
Rozwój polskiego rynku sztuki był uzależniony od lokalnej specyfiki. Polityczna dominacja ZSRR na ziemiach polskich nie pozwoliła na samodzielne wykształcenie się gospodarki rynkowej. Czasy PRL-u wprowadziły cenzurę oraz ograniczenia w swobodnym podróżowaniu, co znacznie utrudniło możliwość nawiązywania relacji artystycznych poza granicami państwa.
W 1944 roku zrealizowano reformę rolną, która przyczyniła się do powstania licznych problemów – prawnych, jak i odnoszących się do obiektów zabytkowych znajdujących się w majątkach ziemskich. Z kolei w 1946 w Polsce wprowadzono dekret o rejestracji i zakazie wywozu dzieł sztuki – w jego obszarze mieściły się dzieła plastyczne oraz przedmioty o wartości artystycznej, historycznej lub kulturowej. Praktycznie wszelkie obiekty artystyczne (z niewielkimi wyjątkami) o tych cechach podlegały obowiązkowej rejestracji. Zachodzące w tym czasie zmiany rozpoczęły proces nacjonalizacji przedmiotów artystycznych prywatnych właścicieli oraz ich ewentualnego przekazania do instytucji państwowych.
Kolejnym istotnym wydarzeniem było utworzenie decyzją Ministerstwa Kultury i Sztuki w 1950 roku Przedsiębiorstwa Państwowego „DESA”, dzięki któremu zmonopolizowany został polski handel sztuką. Głównymi zadaniami DESY było pośrednictwo w obrocie sztuką dawną i współczesną oraz kontrola rynku antykwarycznego poprzez zapewnianie muzeom prawa pierwokupu przedmiotów zabytkowych. Pod koniec lat 80, DESA utraciła swoją dominującą pozycję w handlu antykami. W 1990 roku została sprywatyzowana i podzielona na odrębne jednostki z siedzibą w Warszawie, Krakowie i Wrocławiu. Nieco wcześniej, w roku 1972, na terenie Polski pojawiła się pierwsza galeria nastawiona na promocję i sprzedaż sztuki współczesnej – Galeria Zapiecek w Warszawie. Z kolei w 1976 roku nastąpiła legalizacja prywatnego handlu, co wiązało się ze znacznym rozrostem rynku galeryjnego. W 1985 roku w Krakowie powstała Galeria Zderzak – prywatna instytucja, która nie była zależna od cenzury i będąca w opozycji do innych instytucji państwowych i kościelnych. Kolejnym ważnym wydarzeniem dla polskiego rynku sztuki była ustawa Wilczka dotycząca działalności gospodarczych z 1988 roku. Po wejściu w życie nowej ustawy w większych miastach zaczęły powstawać pierwsze domy aukcyjne zajmujące się pośrednictwem w handlu dziełami sztuki. Wiele z nich nie potrafiło sprostać wymogom konkurencji rynkowej, na miejsce jednych otwierane były inne. W 1989 roku rozpoczęły działalność Unicum oraz DAES (Dom Aukcyjny Edwarda Śmigielskiego), w 1990 roku cztery kolejne: Agra, Polswiss Art, Rempex i Altius. W 1991 roku oprócz domów aukcyjnych funkcjonujących w Warszawie prowadził działalność Rynek Sztuki w Łodzi oraz Gdańsko-Flamandzki Dom Aukcyjny w Gdańsku. W 1997 roku rozpoczęły działalność Polski Dom Aukcyjny Sztuka w Krakowie oraz dom aukcyjny Ostoya w Warszawie, a w 1999 Polonia Art i Śląski Dom Aukcyjny w Katowicach.
Po 1989 roku zaczęły działać mechanizmy rynkowe, co znacznie przyspieszyło procesy związane z konsumpcjonizmem i zmianą stylu życia. Tym samym zaistniały warunki – społeczne, ekonomiczne i ustrojowe – w których mógł rozwinąć się rynek sztuki. Od początku jednak był to rynek peryferyjny: jego uczestnikom brakowało nie tylko konkretnej, eksperckiej wiedzy, ale także – co niemniej istotne – podstawowych kulturowych kompetencji i cywilizacyjnej ciągłości właściwej stabilnym demokracjom.

### Po 2000 roku – rola Internetu i NFT
W 2000 roku zaczął funkcjonować internetowy portal rynku sztuki Artinfo.pl zajmujący się promocją wydarzeń kulturowych i ze świata sztuki oraz doradztwem w zakupach i inwestowaniu w dzieła sztuki. Portal jest prywatną spółką oferującą usługę licytowania dzieł sztuki w imieniu klientów we wszystkich domach aukcyjnych w Polsce.
W 2021 roku na polskim rynku sztuki pojawiło się zjawisko tokenizacji. Sztuka była pierwszym ogniwem w zyskującej popularność branży tokenów NFT – stało się tak głównie za sprawą technologii blockchain, która zapewnia ich unikalność. Według niektórych ekspertów sztuka NFT stanowi zapowiedź wirtualnej rewolucji na rynku sztuki. Światowe media zainteresowały się tym zjawiskiem m.in. za sprawą domu aukcyjnego Christie’s, który w marcu 2021 roku sprzedał cyfrowy kolaż artysty o pseudonimie Beeple za 69 milionów dolarów. W Polsce pierwsza internetowa aukcja zdigitalizowanego obiektu sztuki miała miejsce 28 listopada 2021 roku – przeprowadził ją portal Artinfo.pl. Licytacja odbyła się podczas 18. Warszawskich Targów Sztuki. Zwycięzca licytacji został właścicielem tokenu NFT w postaci cyfrowego wizerunku oryginalnego dzieła artysty. Cyfrowy model 3D został stworzony na podstawie rzeźby „Fortune” autorstwa Tomasza Górnickiego. Wylicytowana suma osiągnęła 265 tys. zł, a całkowity koszt z opłatą aukcyjną wyniósł 312,7 tys. Oryginalna rzeźba, czyli fizyczny obiekt, została przekazana jako stały depozyt do zbiorów Muzeum Śląskiego w Katowicach. Trzy dni później (1 grudnia) Polski Dom Aukcyjny zorganizował aukcję hybrydową, na której licytowano zarówno oryginalny obiekt artystyczny, jak i token NFT. Licytacja dotyczyła kontrowersyjnego dzieła Zbigniewa Libery „Lego. Obóz koncentracyjny”. Z kolei 2 grudnia dom aukcyjny DESA Unicum przeprowadził kolejną aukcję NFT – dotyczyła tokena do obrazu Pawła Kowalewskiego „Dlaczego jest raczej coś niż nic?”. Sam obraz na skutek powodzi został bezpowrotnie zniszczony w 1997 roku. Praca NFT została sprzedana za ponad 100 tys. euro.

## Wybrane problemy i zagrożenia na polskim rynku sztuki
Współczesny polski rynek sztuki rozwija się od okresu 1988/89. Już w tym pionierskim czasie można było dostrzec zalążki problemów z jakimi będą borykać się w przyszłości uczestnicy rynku sztuki, a także zajmujący się nim prawnicy. Problemów stwarzanych częściowo przez rząd, częściowo zaś przez marszandów, ich klientów i inne osoby zajmujące się obrotem dziełami sztuki. Wynikają one z przyczyn obiektywnych, o charakterze ogólnym, które dotyczą całej gospodarki i wpływają negatywnie na handel, jak i środowiskowych, związanych tylko z obrotem dziełami sztuki.
Problemy w czasach PRL-u
Specyfika polskiego pola sztuki oraz brak samodzielnej gospodarki rynkowej w latach 1945–1989 spowodowały, że mechanizmy będące fundamentem nowoczesnej narracji rynkowej były skazane na liczne utrudnienia. Należy pamiętać chociażby o cenzurze i niemożności swobodnego podróżowania, co zasadniczo utrudniało nawiązywanie kontaktów ze środowiskami artystycznymi w innych krajach (a także wejście do gry w kształtującym się polu globalnym). Jednym z pierwotnych problemów hamujących rozwój rynku dzieł sztuki w Polsce był także zakaz wywozów. Współcześnie ograniczenia wywozowe nie stanowią już tak istotnego czynnika hamującego rozwój rynku sztuki – większym problemem staje się natomiast opanowanie nielegalnego wywozu dzieł sztuki.
Brak rzetelnych publikacji
Najistotniejszym ograniczeniem na współczesnym polskim rynku sztuki jest brak wiarygodnych opracowań naukowych, a co za tym idzie – deficyt podstawowych danych oraz kryteriów ich porządkowania. Polski rynek dzieł sztuki wymyka się bowiem systemowi kontroli na poziomie krajowym czy międzynarodowym. Polska pozostaje współcześnie jednym z nielicznych krajów europejskich z niewypracowaną rządową strukturą nadzorującą rynkiem sztuki. Należy zaznaczyć, że w Polsce nie funkcjonują bazy muzealne, które pozwoliłyby na podstawową kontrolę cen dzieł sztuki. W kraju jednym z działających na potrzeby rynku sztuki urzędem jest GUS, którego dane również nie są kompetentne, m.in. nie wykazują większości prywatnych galerii – istnieją również problemy związane z samą definicją galerii dla potrzeb statystycznych i odróżnienia ich od sklepów z dziełami sztuki.
Wyceny dzieł sztuki
Od samego początku funkcjonowania rynku aukcyjnego w Polsce znaczący jest także problem oceny autentyczności i jakości wyceny sprzedawanych obiektów artystycznych. Prawidłowa ocena atrybucji ma kluczowe znaczenie dla faktycznej wartości rynkowej dzieła. Na polskim rynku sztuki nie wypracowano jednak odpowiedniego modelu wyceny dzieł sztuki, a sama działalność ekspertów w zakresie wyceny pozostawia wiele wątpliwości.
Manipulacje na rynku sztuki
Rynek sztuki jest również branżą podatną na liczne manipulacje. Przykładem tego jest tzw. „budowanie cen” – negatywne zjawisko opisujące nieuczciwe praktyki ustalania cen na aukcyjnym rynku sztuki (jedna z form gier rynkowych). Sztuczne kształtowanie popytu na dzieła określonych twórców może być osiągnięte m.in. poprzez organizowanie fikcyjnych aukcji. Taka praktyka polega na wystawianiu na licytację konkretnego dzieła twórcy oraz sztucznego podbijania ceny jego pracy do osiągnięcia wysokiego poziomu – wśród licytantów są podstawieni figuranci, których zadaniem jest przelicytowanie wszystkich. Figurant i sprzedawca pozostają w zmowie – sprzedaż ma charakter fikcyjny. Uczestnicy tego procederu organizują kolejne, zwykle dobrze nagłośnione aukcje, których przedmiotem jest ta sama praca, aż do chwili, gdy znajdzie się nabywca gotowy zapłacić za rzecz tyle, ile wynosi jej sztucznie wykreowana cena. W efekcie generowane są kolejne głośne sprzedaże, które wpływają na kreowanie popytu na dzieła sztuki określonego artysty czy rodzaju. Skala tego zjawiska jest trudna do oszacowania – spowodowane jest to niechęcią uczestników rynku do ujawniania takich praktyk. Dodatkowo zjawisko to trudno kontrolować w czasach aukcji internetowych, ze względu na znaczną anonimowość jego uczestników.
„Szara strefa”
Problemem jest także „szara strefa”, czyli niepłacący podatków pośrednicy, trudniący się handlem bez zarejestrowanej działalności gospodarczej. Nie ponoszą kosztów utrzymania galerii, nie płacą podatku VAT od sprzedaży ani nie wykazują zysków z transakcji w podatku dochodowym. Mając tak niskie koszty utrzymania skutecznie konkurują z galeriami w zaopatrywaniu kolekcjonerów, dodatkowo korzystając z wypracowanego przez marszandów dużym nakładem środków statusu artystów.

## Propozycje rozwiązania problemów
By rynek sztuki mógł poprawnie funkcjonować niezbędne są do tego pewne czynniki, a także pochylenie się nad powszechnymi problemami jakie w nim występują. Polskiemu rynkowi sztuki brak konstrukcji należytej staranności dla pośredników rynku sztuki, a także nadzoru publicznego nad rynkiem aukcyjnym jako rynkiem determinującym poziomy cen. Podstawą dobrze funkcjonującego (zdrowego) rynku sztuki są wiarygodne ceny i autentyczne obiekty. Jedną z możliwości ich zapewniania jest obecność ekspertów odpowiedzialnych za określanie autentyczności dzieł sztuki, a także ich rynkowej wartości. To również walka z falsyfikatami, których zniwelowanie zagwarantować może utworzenie bazy falsyfikatów, w której nastąpiłaby ich elektroniczna eliminacja. Kolejnym problemem jaki pojawia się na polskim rynku sztuki są fikcyjne ceny na niektórych licytacjach, które mylą inwestorów oraz klientów i powodują, że banki nie chcą udzielać pożyczek pod zastaw sztuki. Pomóc w tym mogłoby powołanie agencji ratingowej dla rynku sztuki, by zapobiec fikcyjnym cenom. Równie istotnym problemem jest normalizacja mitów i patologii na rynku sztuki i traktowania ich jako jego specyfiki. Doprowadza to do wykreowania fałszywego obrazu rynku sztuki, z czego korzystają przestępcy. Współistniejącym problemem, który również sprzyja rozwojowi przestępczości, jest niewiedza kupujących odnośnie do funkcjonujących na rynku mechanizmów, a także pochodzenia dzieł sztuki. W rezultacie zawierzają się oni niezweryfikowanym pośrednikom. Rozwiązaniem obu tych problemów jest odpowiednia edukacja i niepowielanie błędnych przekonań.